# ブバスティス門

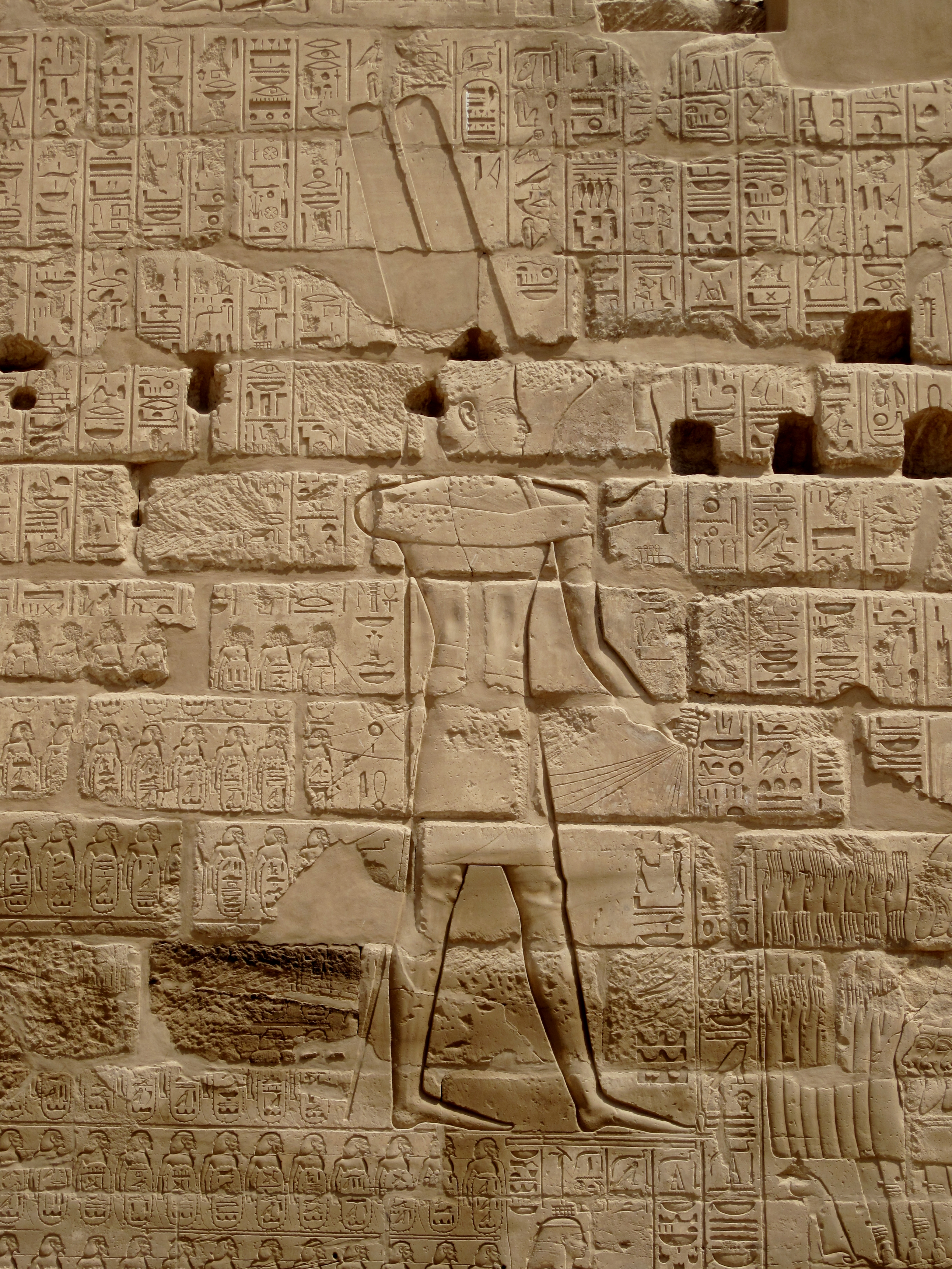
神殿の壁には、シェションク1世が遠征で征服した都市国家が列挙されている。

座標: 北緯25度43分07秒 東経32度39分27秒 / 北緯25.71874度 東経32.6574度
ブバスティス門（英: Bubastite Portal）は、カルナック神殿のアメン大神殿複合体においてラムセス3世神殿と第2塔門の間にある門で、紀元前925年頃の第22王朝のファラオ、シェションク1世の征服事業を記録したものである。シェションク1世は旧約聖書のシシャクに比定されているため、ここに彫られたものはシシャク碑文（Shishak Inscription）またはシシャクレリーフ（Shishak Relief）とも呼ばれる。

## 歴史

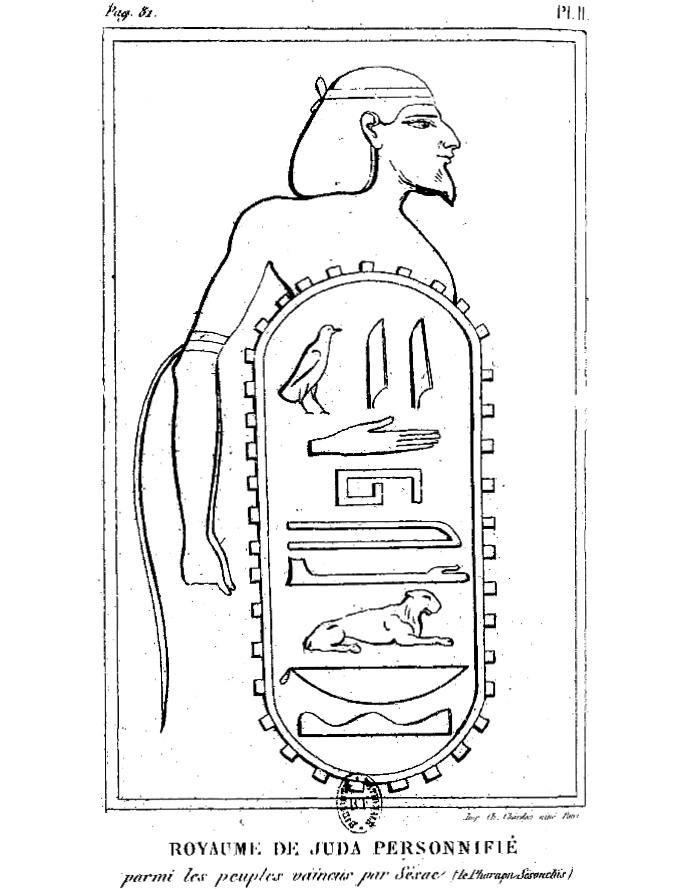
シャンポリオンが1829年に描いた "ydhmrk" という名のカルトゥーシュのスケッチ。シャンポリオンはこれを「ユダの王」と解釈したが、現在では "Yad Hemmelek"（"Hand of the King"、「王の手」）と読むものとされている。ただし、"Juttah of the King"、「ユッタの王」とも翻訳できる。ユッタは聖書にも表れる古代イスラエルの町の名である（ヨシュア15:55）

ブバスティス朝とも呼ばれるエジプト第22王朝のファラオにより建てられたもので、ラムセス3世神殿の南東に位置する。
カルナック神殿そのものは中世末からヨーロッパ人に知られていたが、ヒエログリフが解読される以前にはブバスティス門の重要性は明らかになっていなかった。ジャン＝フランソワ・シャンポリオンは、ロゼッタ・ストーンの解読を発表してから6年後の1828年にカルナックを訪れ、手紙に以下のように書いている。
この素晴らしい神殿で、その偉業で知られるほとんどの古いファラオの肖像を観察した。...マンドゥエイがエジプトの敵と戦い、勝利を収めて故郷に戻るのが描かれている。さらにラムセス＝セソストリスの遠征もあった。別の場所にはセソンチスがテーベ三柱神（アメン、ムト、コンス）の加護で30以上の国を打ち負かす姿も描かれていた。その中には、当然のことながら、イオウダハマレク、ユダ王国、またはユダヤ人が含まれていた。これは列王記上14章の記述と一致し、セソンチスのエルサレム遠征の成功を物語るものである。エジプトのシェションクとマネトのセソンチスと聖書のシェショクまたはシシャクの一致は、最も満足のいく形で確認されている。—ジャン＝フランソワ・シャンポリオン、Lettres ecrites d'Egypte et de Nubie en 1828 et 1829

## 概要

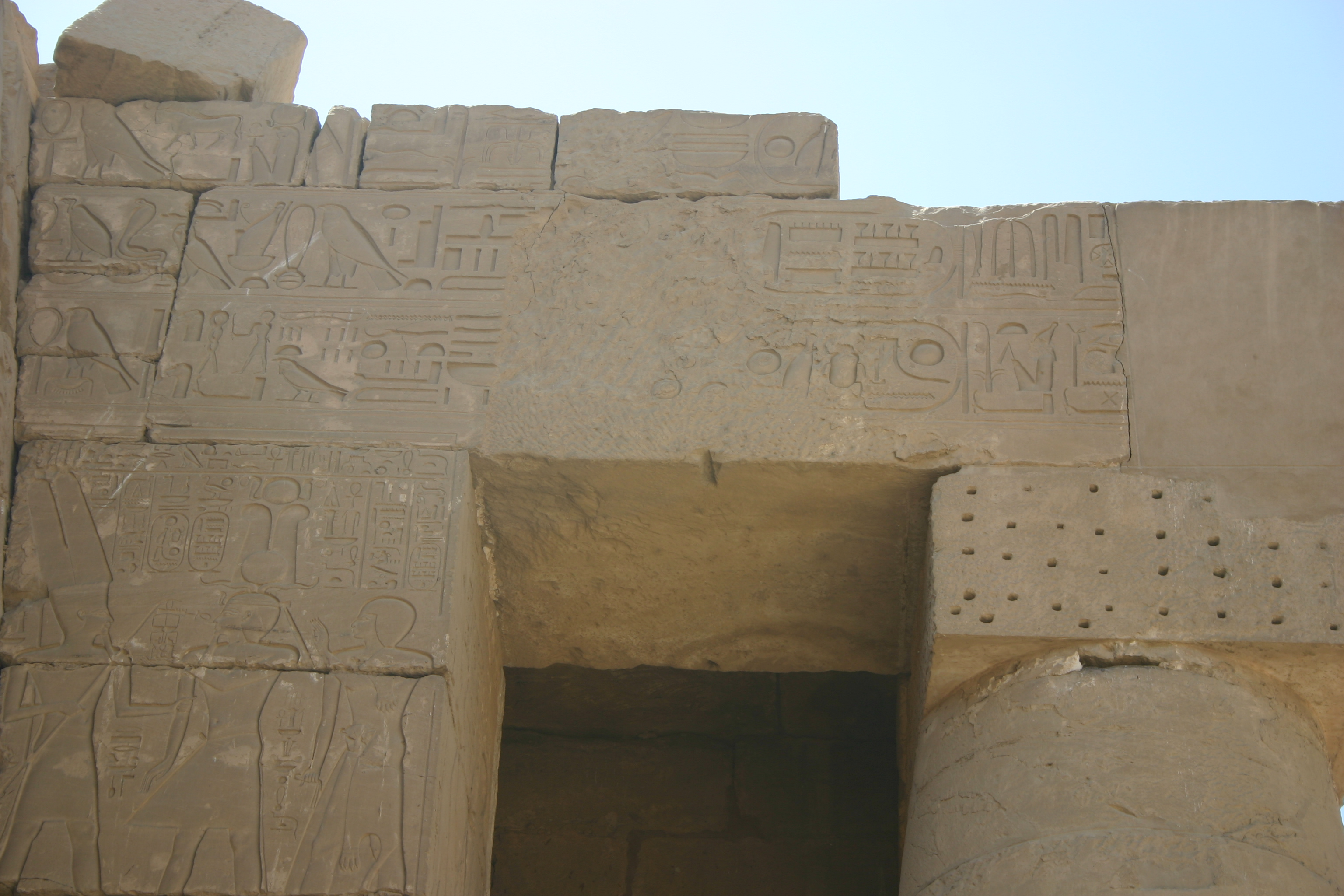
ブバスティス門に刻まれたシェションク1世のカルトゥーシュ

ファサードには、第22王朝のファラオ、シェションク1世、タケロト、オソルコンが神々や女神に供物を捧げる様子が描かれている。また、シェションク1世が捕虜の1団をその髪で絡め取り、戦棍で打つ様子が描かれている。シェションク1世の背後や下には、カナン神話に現れる町の名が数列に渡って列挙されている。その多くは失われているが、元々は156の町の名があったとされ、その中で最も興味深いものは「アブラムの地」（"The Field of Abram"）である。碑文にはこの遠征の詳細は書かれておらず、アジア人に対する勝利についてのみ言及されている。

## 解読と翻訳
碑文にある155の名前を翻字・翻訳したものは以下の通りである。破壊されて読み取れないものは destroyed としてある。

### セクション1
第1行：九弓の一覧

1. tirsy- Southern Land (上エジプト) 

2. ti mhw = Northern Land (下エジプト) 

3. iwn.tiw = Tribesmen 

4. thnw = Libyans 

5. sht[-iimw\ - Sekhet[-Iam] 

6. mn[.tiw] = Beduin 

7. pd[.tiwswi\= Bow[men of the feather] 

8. Sit = Upper Nubia 

9. /tf[.wwi]<b.w = Northerners 

### セクション2：海岸平野、シェフェラ、メギド平野、エズレル平野
10. mi.ti Tr.f] = Copy of the [scroll]

11. St 1

12. m[ ]i[] = Makkedah

13. rbt = Rubate

第2行

14. r<7i*/ = Ta'anach

15. Snmi = Shunem

16. btSnri = Beth-Shean

17. r#H = Rehob

18. hprmi = Hapharaim

19. idrm = Adoraim（北イスラエル王国の未知の地名であり、ユダ王国の Adoraim（現在のヘブロン県デュラ）とは異なる）

20. destroyed

21. Swd

22. mhnm - Mahanaim

23. <7&<7i = Gibeon

24. bthwrn = Beth-Horon

25. qdtm = Kiriath-jearim or Gath-Gittaim

26. iywrn = Aijalon

第3行

27. mkdi = Megiddo

28. Wr = Adar

29. ydhmrk = Yad Hammelek

30. [ ]rr

31. hinm = Henam

32. c rn = Aruna

33. brm = Borim

34. ddptr = Giti-Padalla

35. y[]h[]m = Yehem

36. bfrm = Beth 'Olam

37. kqr

38. £/* = Socoh

39. bttp = Beth-Tappuah

第4行

40. ibri 

41. [ ]htp

42. destroyed

43. destroyed

44. destroyed

45. btdb[ ]

46. nbk[ ]

47. [ ]/[ ]

48. destroyed

49. destroyed

50. destroyed

51. [ \ssd[\

52. destroyed

第5行

53. [p]nir = Penuel

54. hdSt

55. pktt / pi-wr-ktt

56. idmi = Adam

57. dmrm = Zemaraim

58. [ ]</r = Migdol

59. [ ]/tf/ = Tirzah

60. [ ]/ir

61. [ l/[] 

62. destroyed 

63. destroyed 

64. [ ]#m 

65. pi- r mq = The Valley

### セクション3：ネゲブ地方
第6行

66. r W/ = Ezem / Umm el-Azam

67. inr

68. pihqri = the fort

69. ftiSi = Photis

70. irhrr = Jehallel / El-Hallal

71. plhqri

72. ibrm

73. Sbrt = stream

74. ngbry = of (Ezion-)Geber

75. Sbrt = stream

76. wrkt

77. pihqri

78. n c dyt

79. dd[ ]/

80. dpqi = Sapek

81. m[Vl 1

82. tp[ ]

第7行

83. gnit

84. /?4ng6 = TheNegev

85. r dht

86. tSdnw

87. pi hqr[t]

88. Snyi

89. he/

90. pi ng[b] = The Neg[ev]

91. whtwrk[ ]

92. pi ngb = The Negev

93. tfM'l

94. plhgri

95. hnnl 

96. pihgri 

97. irqd = El-Gad 

98. [id\mmt 

99. hnni

第8行

100. Wr/ = Adar

101. plhgri 

102. [trw]n 

103. hydbi = Highlands/Hilltop

104. 5rnrm = Shaaraim

105. [ ]y[ ] = Highlands/Hilltop

106. djwꜣtי = Juttah

107. hqrm 

108. r rd/r = Arad

109. [rbt] = Great 

110. r r<// = Arad 

111. nbtr

112. yrhm = Yeroham 

113. [ 1/

114. destroyed 

115. destroyed 

116. /rf[r]/

第9行

117. [idr ] = Addar

118. [bi\ 

119. [M 

120. [ ]ryk 

121. frtmi = Peleth 

122. \i\br

123. brrd 

124. bfnt = Beth-Anath 

125. Srhn = Sharuhen 

126. irmtn = El-mattan 

127. g/ri = Goren 

128. idmm

129. [ lr/j/ 

130. [ ]r 

131. mr[ ] 

132. irr[ ]

133. yd 1

第10行

134. destroyed 

135. destroyed 

136. destroyed 

137. destroyed 

138. destroyed 

139. yrhm = Yehoram 

140. /<rt = Onam

141. destroyed 

142. [ ]g[ ] 

143. destroyed 

144. destroyed 

145. m[k ] 

146. i[]d[r ] 

147. destroyed 

148. destroyed 

149. [ ]3

150. yrdn

第10行 追補

la. Srdd

2a. rph = Raphiah 

3a. r&n = Laban

4a. c ngrn 

5a. hm

## 聖書の記述
聖書には以下のように記されている（歴代誌下12:1-12）。
レハブアムは国が安定して強くなると主の掟を捨てた。そのため、レハブアムの第5年に、エジプトの王シシャクが戦車1200台と騎兵6万人でエルサレムに攻め上ってきた。シシャクに従って来たリビア人、スキ人、エチオピア人は数え切れないほどであった。シシャクはユダの要塞都市を奪い、エルサレムに迫ってきた。預言者シマヤはエルサレムに集まったユダの族長達のところに来て「主は『あなたがたはわたしを捨てたので、わたしもあなたがたを捨ててシシャクに渡した』と仰せられた」と語った。これに対してイスラエルの族長と王はへりくだり、「主は正しい」と言った。これを見届けた主は、シマヤに「彼らがへりくだったから、わたしは彼らを滅ぼさないで、間もなく救を施す。わたしはシシャクの手によって、怒りをエルサレムに注ぐことをしない。しかし彼らはシシャクのしもべになる。これは彼らがわたしに仕えることと、国々の王たちに仕えることとの相違を知るためである」という言葉を預けた。エジプトの王シシャクはエルサレムに攻め上り、神殿の宝物と王家の宝物とを奪い去った。シシャクはまたソロモンが造った金の盾をも奪い去った。レハブアムは代わりに青銅の盾を造って、王家の門を守る侍衛長たちの手に渡した。そして王が神殿に入るごとに侍衛が来て盾を持ち、また侍衛の部屋に戻した。レハブアムがへりくだったので主の怒りは離れ、完全に滅ぼされることはなかった。また、ユダの状況もよくなった。
一方、「シシャクがエルサレムから財宝を運び去った」という記述は疑わしいとする学者も存在する:175。